# Tràng hạt

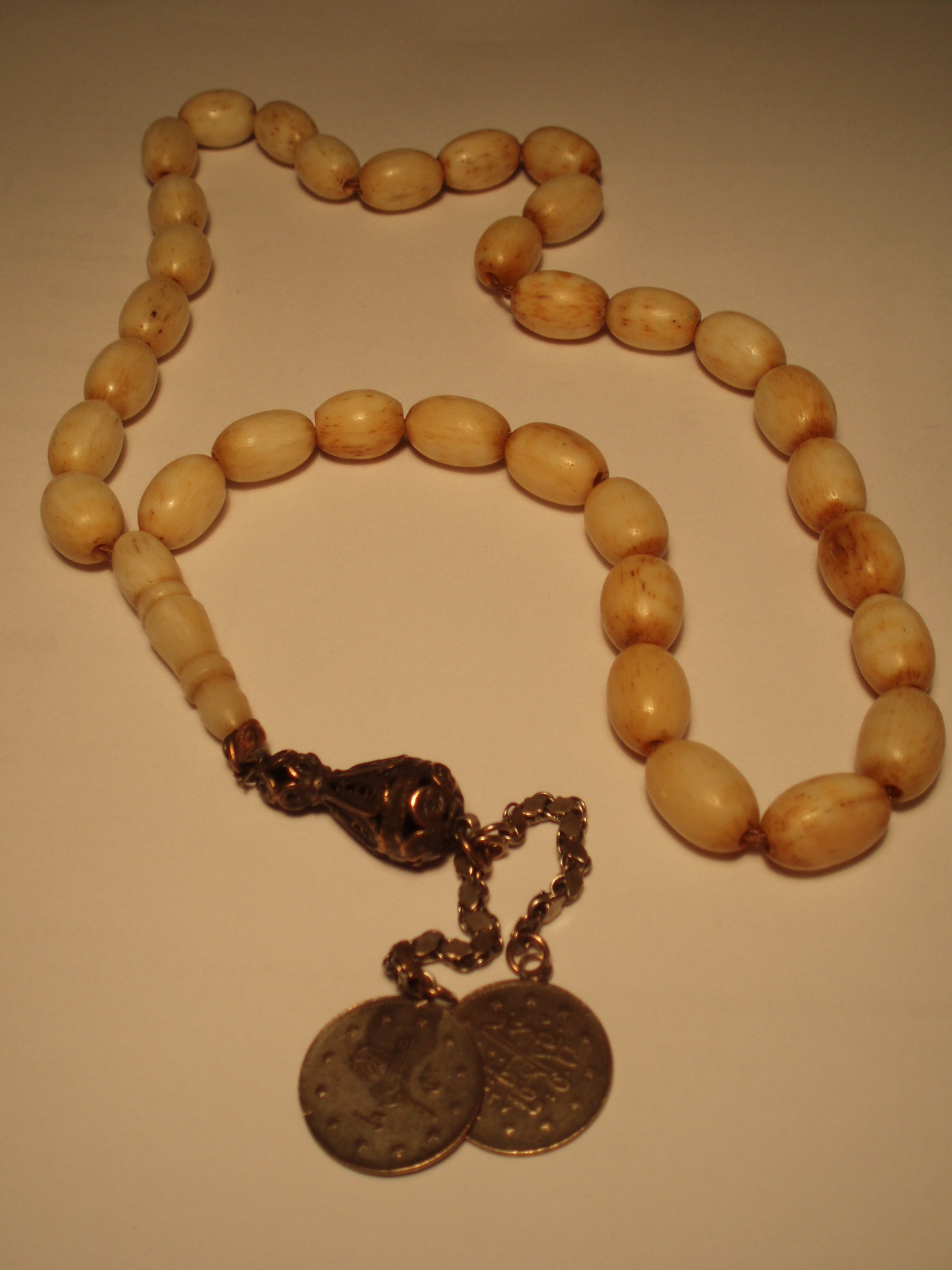
Một misbaha, một thiết bị được sử dụng để đếm tasbih

Tràng hạt được sử dụng bởi các thành viên của các truyền thống tôn giáo khác nhau như Ấn Độ giáo, Phật giáo, Kitô giáo, Hồi giáo, đạo giáo và đức tin của Baha'i để đánh dấu các lần lặp lại các bài cầu nguyện, tụng kinh hay các việc sùng kính, chẳng hạn như chuỗi Mân côi của Đức Trinh Nữ Maria trong Công giáo, và dhikr (sự tưởng nhớ lại của Thiên Chúa) trong đạo Hồi.

## Nguồn gốc và nguyên gốc

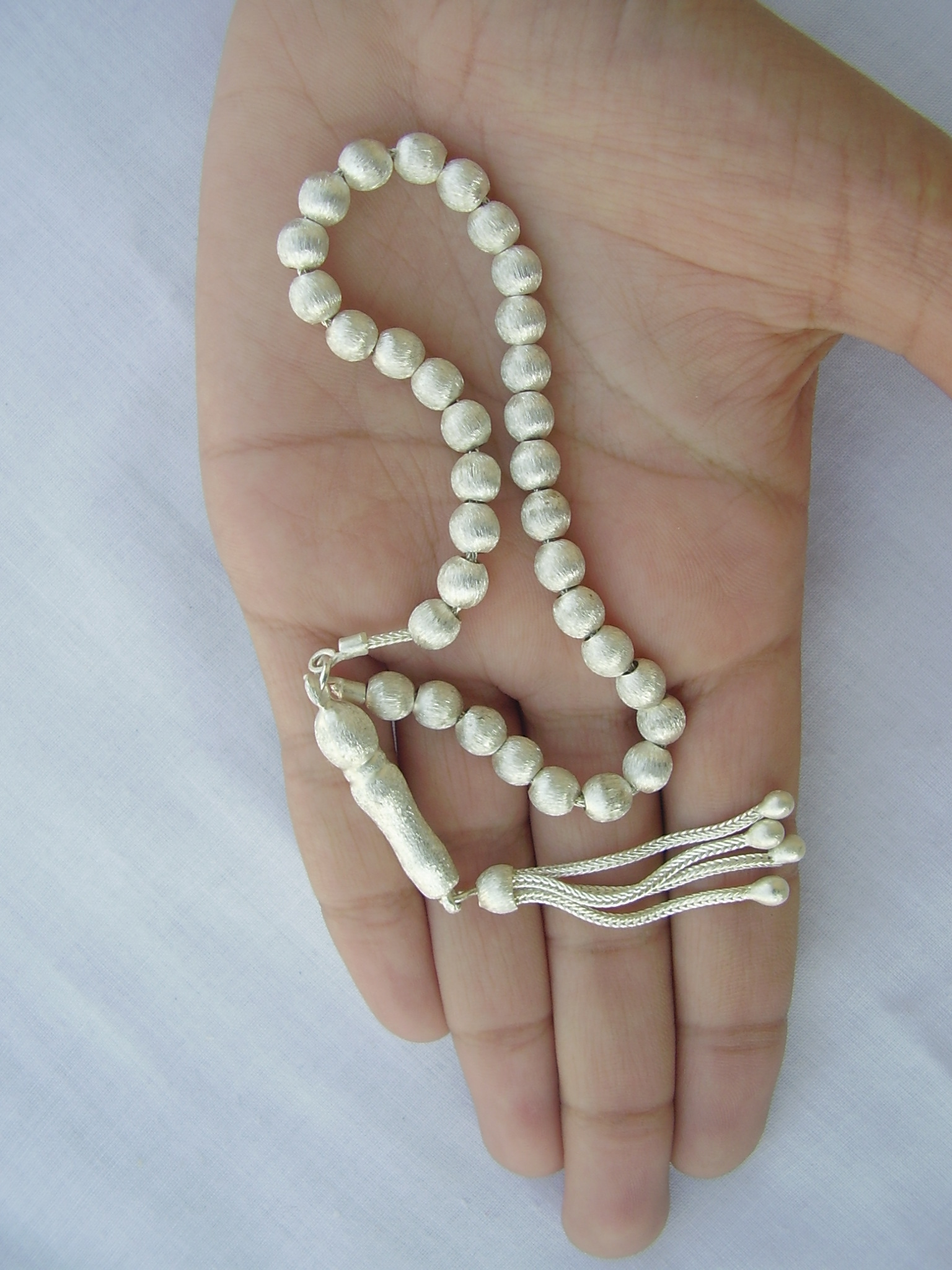
Một misbaha bạc

## Cách kết cấu

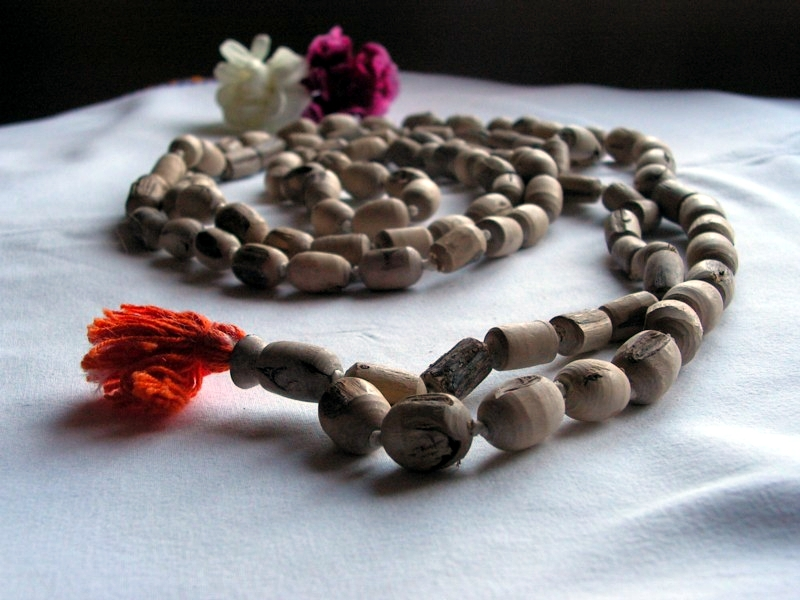
Hạt cầu nguyện mala Hindu Japa, được làm từ gỗ Tulasi, với hạt đầu tiên ở phía trước.

## Hướng dẫn sử dụng

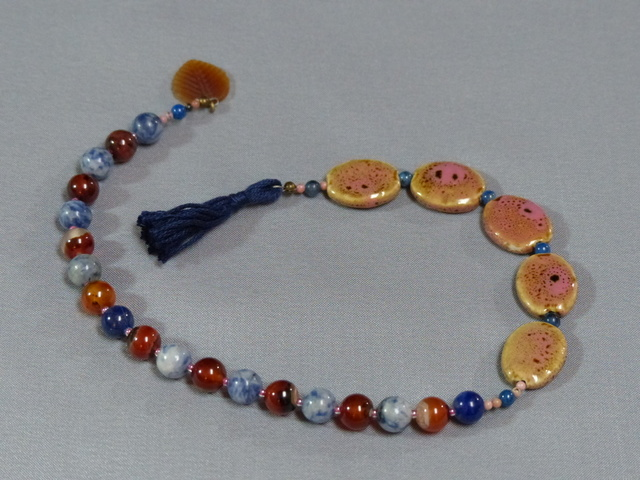
Hạt cầu nguyện Baha'i với 19 hạt, cấu hình truy cập ngũ thiết lập.

### Thiên Chúa giáo

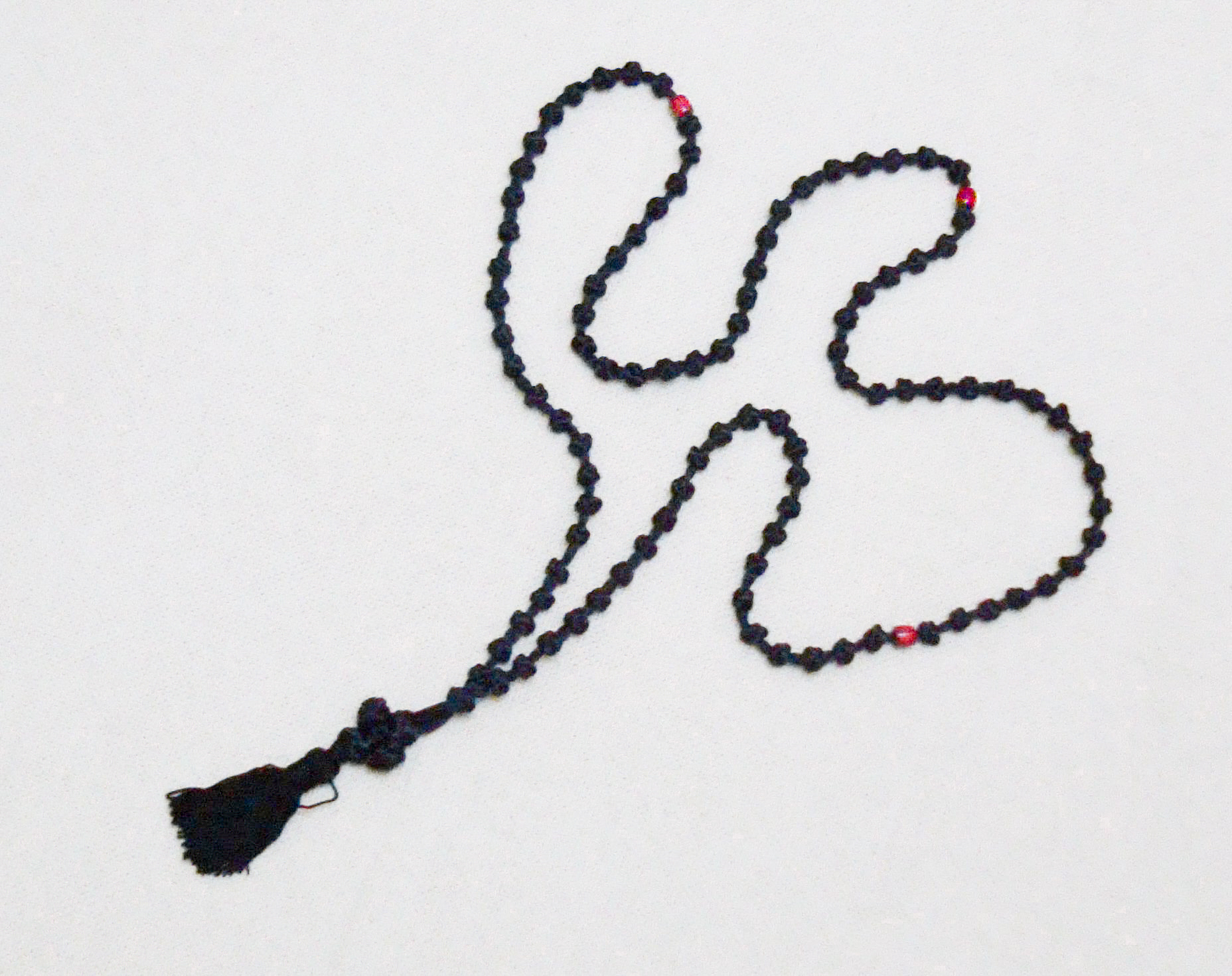
Dây cầu nguyện Thiên Chúa giáo

### Phật giáo

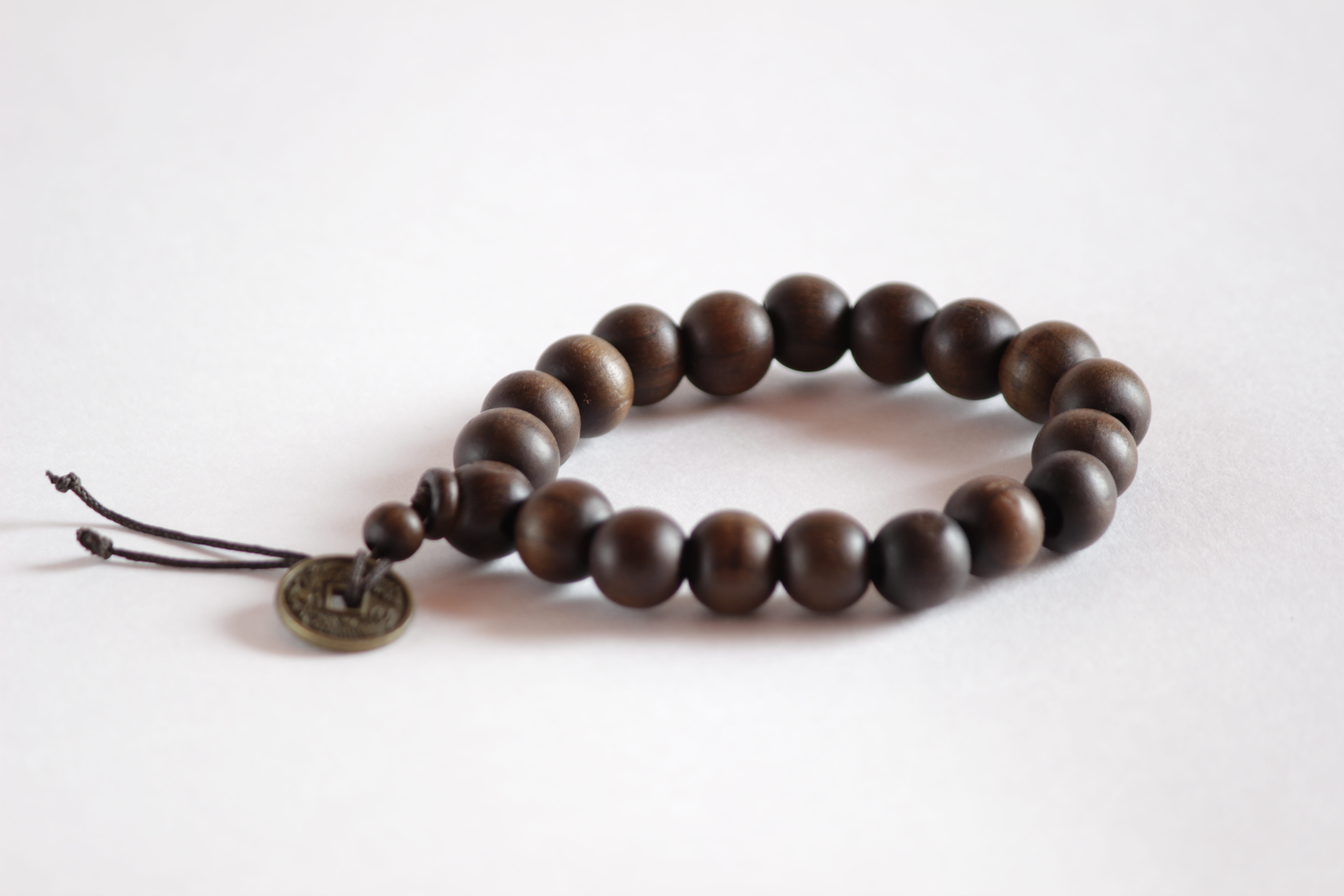
Dây tràng hạt Phật giáo